# المسيحية في باراغواي

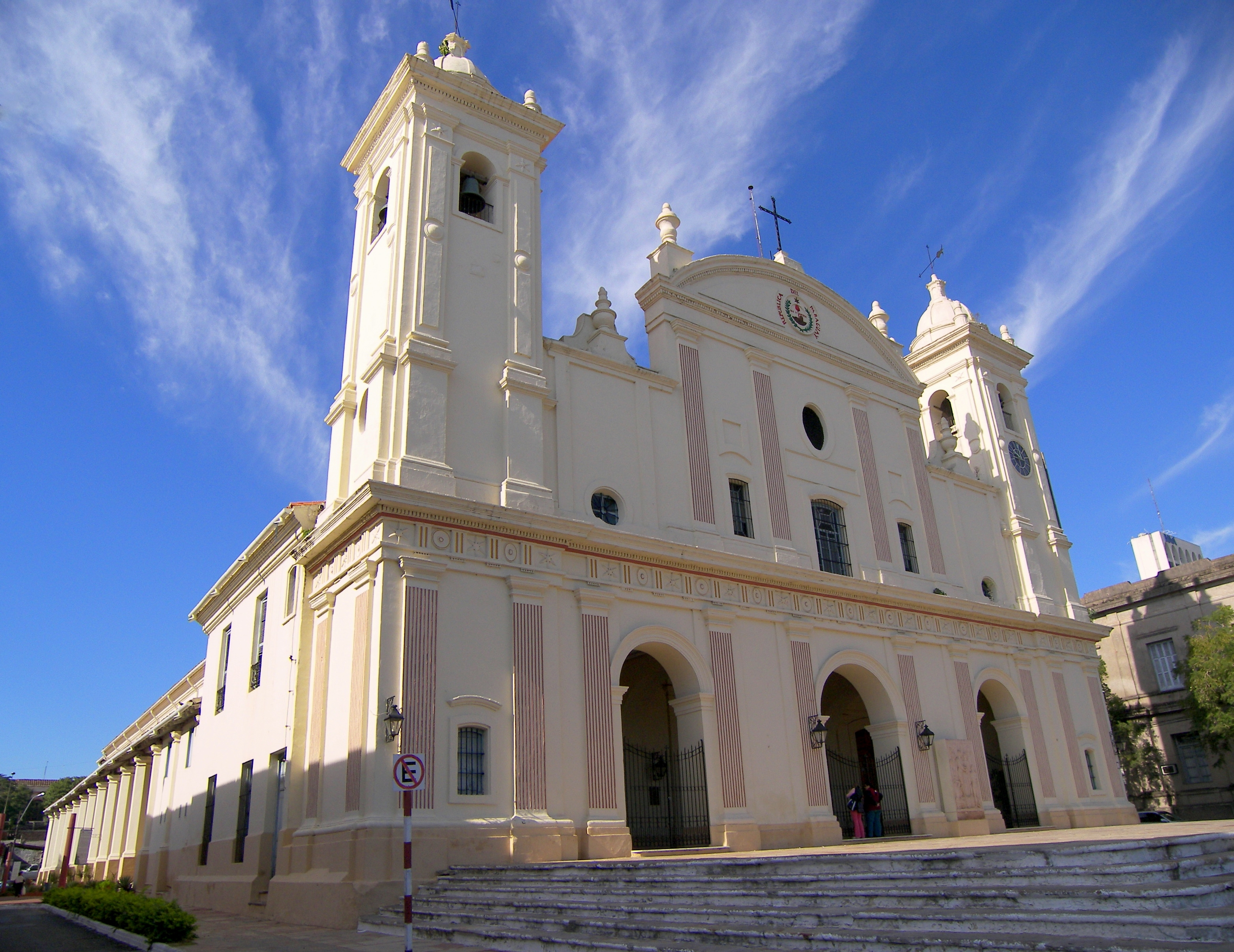
كاتدرائية متروبوليتان أسونسيون.

المسيحية في باراغواي هي الديانة السائدة، وحسب احصاء 2002 يعتنق 89.9% من السكان في الباراغواي المسيحية الكاثوليكية، مقابل حوالي 6.2% البروتستانتية الإنجيلية و1.1% طوائف مسيحية أخرى. لعبت الكاثوليكية دورًا رئيسيًا في تشكيل ثقافة باراغواي. لطالما كانت الكاثوليكية الديانة السائدة من الحقبة الإستعمارية في باراغواي، مع إنشاء أسقفية أسونسيون في عام 1547.
وفقًا للمادة 24 من دستور الباراغواي عام 1992، تعترف الدولة في حرية الدين ولكن ليس هناك دين رسمي، ومع ذلك يشير الدستور ويعترف بالدور الذي تقوم به الكنيسة الكاثوليكية في التشكيل التاريخي والثقافي للجمهورية. العلاقات بين الدولة والكنيسة الكاثوليكية هي قائمة على أساس الاستقلال، التعاون والإستقلالية. ويضمن الدستور استقلال المنظمات الدينية. الغالبية العظمى من سكان باراغواي هم من الكاثوليك، بالمقابل في السنوات الأخيرة كان هناك نمو ملحوظ في تأثير الكنائس الإنجيلية.

## تاريخ

### الحقبة الإستعمارية

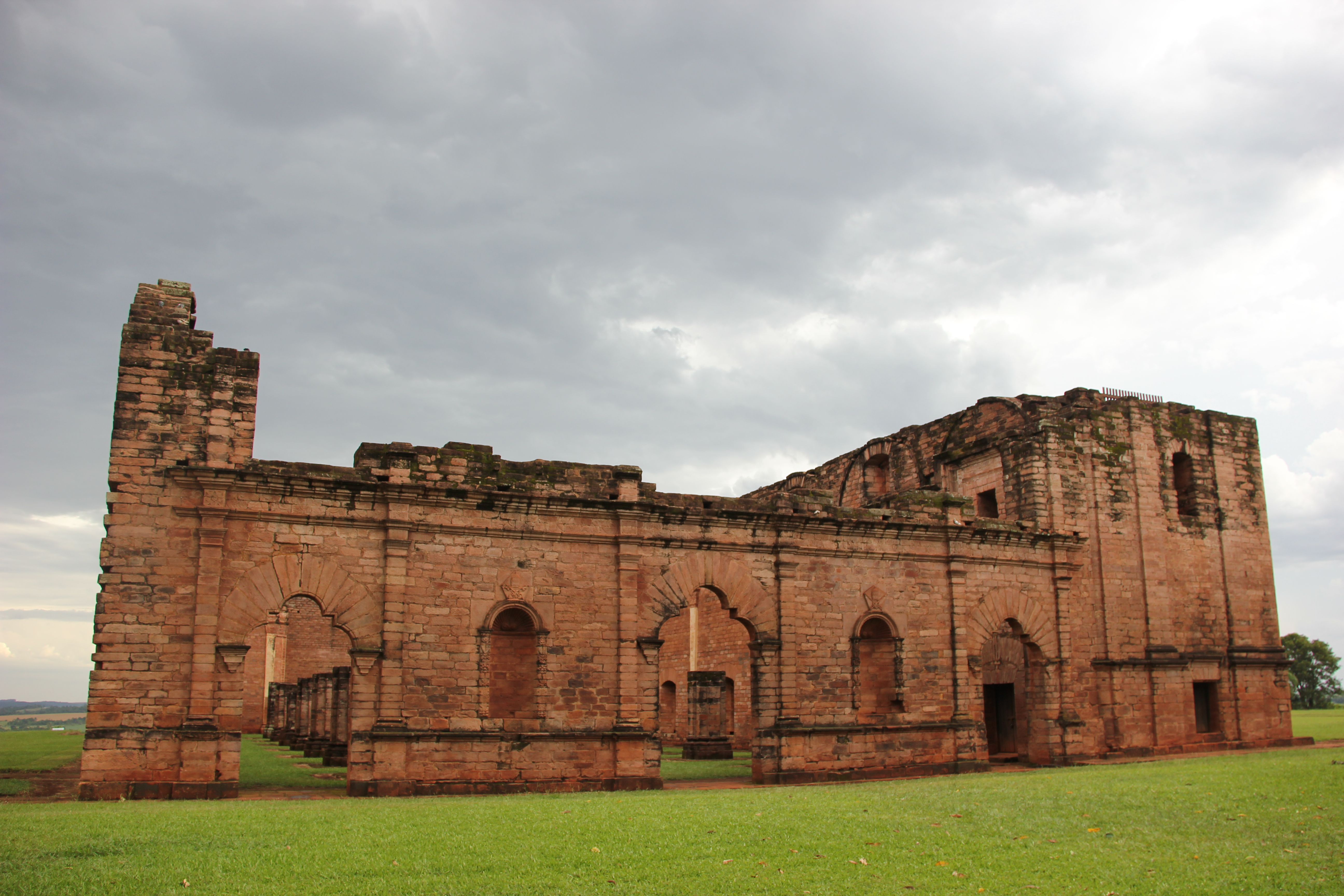
أطلال من مستوطنة جيسوس دي تافارانج في إيتابوا.

يعود تاريخ الكنيسة الرومانية الكاثوليكية في باراغواي إلى الحقبة الإستعماريَّة الإسبانيَّة واستمرت كأهم مؤسسة في باراغواي في القرن الحادي والعشرين. وتعد الكاثوليكية هي واحدة من الموروثات الرئيسيَّة للحقبة الإستعماريَّة الإسبانية، إلى جانب الإسبانية كلغة الأمة. كانت المنطقة في الأصل مأهولة من قبل شعب غواراني وكان أول الأوروبيين الذين وصلوا إلى المنطقة المستكشفين الإسبان في عام 1516. وأسس المستكشف الاسباني خوان دي سالازار دي إسبينوسا مستوطنة أسونسيون على شرف انتقال العذراء في 15 أغسطس عام 1537. خلال الفترة الاستعمارية، أوفدت إسبانيا عددًا كبيرًا من الكهنة للمنطقة وحمت الأوامر الدينية من أجل تبشير شعب غواراني وزيادة رعايا التاج الإسباني. وصل الفرنسيسكان عام 1537، ومن أسونسيون قاموا بمهمات تبشيرية في المناطق الداخلية. من بين المبشرين الأوائل كان ألونسو ليبرون، وألونسو دي سان بوينافينتورا، ولويس دي بولونيوس، وبرناردو دي أرمينتا والمواطنون الأصليون غابرييل دي لا أنونسياسيون وفرانشيسكو دي غوزمان. كان أول أسقف وصل هو بيدرو فرنانديز دي لا توري. وصل الكاهن بيدرو فرنانديز دي لا توري للبلاد في 2 أبريل من عام 1556، باعتباره الأسقف الأول لمدينة أسونسيون، بمناسبة التأسيس الرسمي للكنيسة الرومانية الكاثوليكية في باراغواي. وترأس إيرالا بناء الكاتدرائية، وكنيستين، وثلاثة أديرة، ومدرستين. وتم إرسال المبشرين من المرسيداريون والهيرونيميتيون والفرنسيسكان، والدومنيكان، والأوغسطنيين للبلاد، لتحويل السكان الأصليين إلى الديانة المسيحية، وكان لكل منهم مدارس وأديرة.

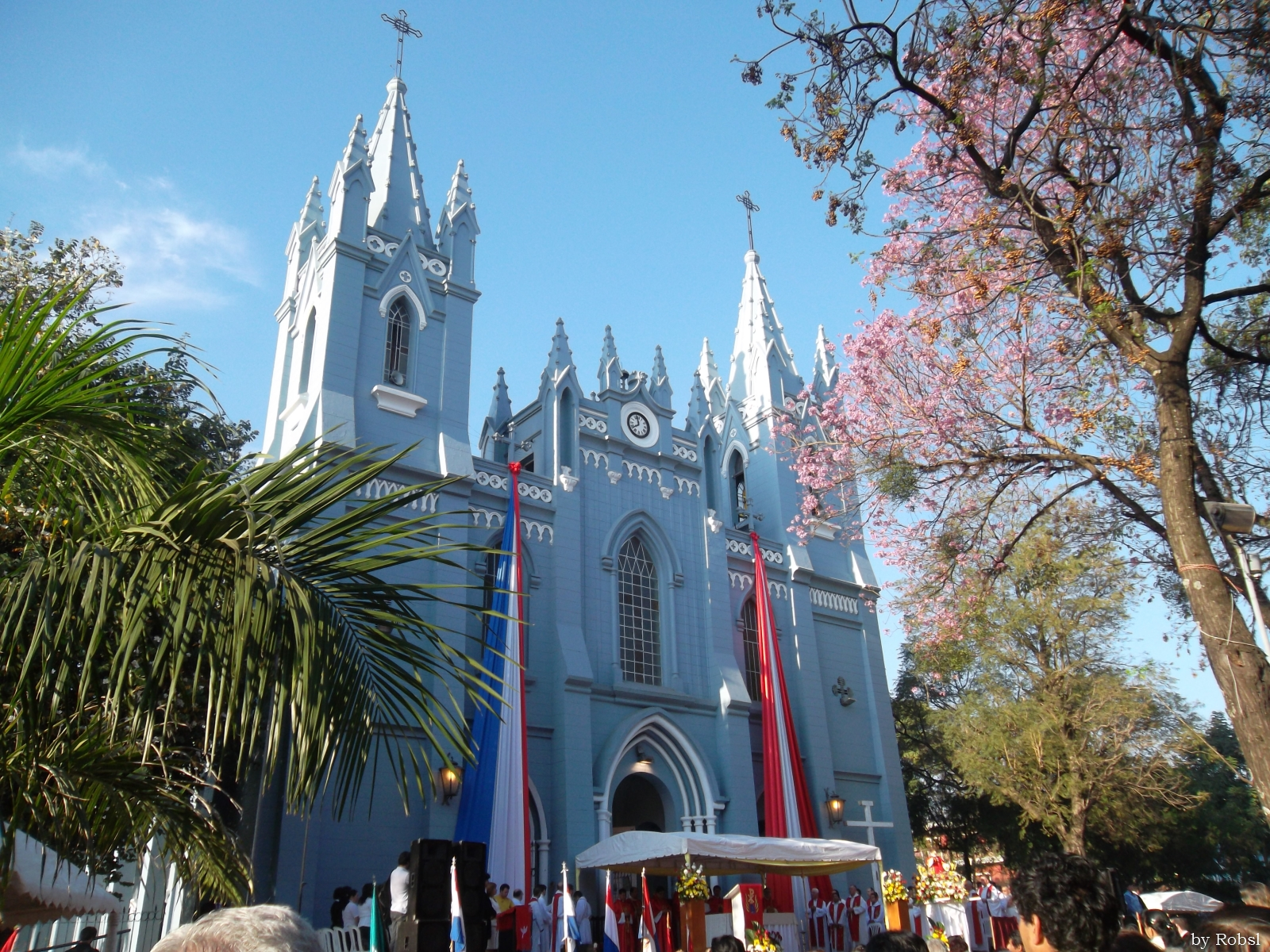
كاتدرائية سان لورينزو في سان لورينزو.

كانت العقبات الرئيسية أمام انتشار التبشير الكاثوليكي في البداية هي تعلم اللغات المحلية، والطابع البدوي للسكان الأصليين، والصراعات بين السلطات السياسية والدينية. استخدم المبشرون الأوائل الموسيقى لجذب شعب غواراني، وبعد تعلم لغتهم استخدموا الترانيم والصلوات لكسب مشاركين في عقائدهم وخطبهم، وهي أسس مستوطنات اليسوعيون التي أضحت مراكز مجتمعية كبيرة للتعلم والمشاريع التنموية. وقد قامت بعثات اليسوعية ببناء مستوطنات في هذا الجزء من أمريكا الجنوبية في القرن الثامن عشر، والذي ضم أجزاء من الأوروغواي والأرجنتين والبرازيل، بمحاولة لإنشاء أمة هنديَّة مسيحيَّة مستقلة. وقد قامت المستوطنات اليسوعيَّة بجلب جماعات الغواراني من قبل البعثات الإسبانية وحمايتهم من العبودية من قبل المستوطنين الأسبان، بالإضافة إلى السعي لتحويلهم إلى المسيحية. أصبح نجاح مستوطنات اليسوعيون مصدر قلق للحكومة الإستعمارية، وازدهرت المستوطنات اليسوعيَّة في باراغواي الشرقية لمدة 150 عامًا، حتى طُرد اليسوعيين من قبل التاج الإسباني في 1767. وقد تأثرت الكاثوليكية في الباراغواي بثقافة الشعوب الأصلية؛ حيث قام السكان بمزج الشعائر الكاثوليكية مع العقائد الروحية لثقافاتهم التقليدية.
كان أهم معهد تأسس في أسونسيون خلال الفترة الاستعمارية هو كلية سان كارلوس كونسيلار اللاهوتية، الذي تم افتتاحه في 12 أبريل عام 1783 ودرس فيه جميع قادة حركة الاستقلال تقريبًا. خلال الفترة الاستعمارية، كانت الكنيسة مؤسسة غنية جدًا، وأقامت المزارع على الأراضي الحكومية. في فترة الاستقلال كانت الكنيسة الكاثوليكية متعاطفة مع الثورة وعمل بعض الكهنة على إنجاحها.

### الاستقلال وحقبة دي فرنسا

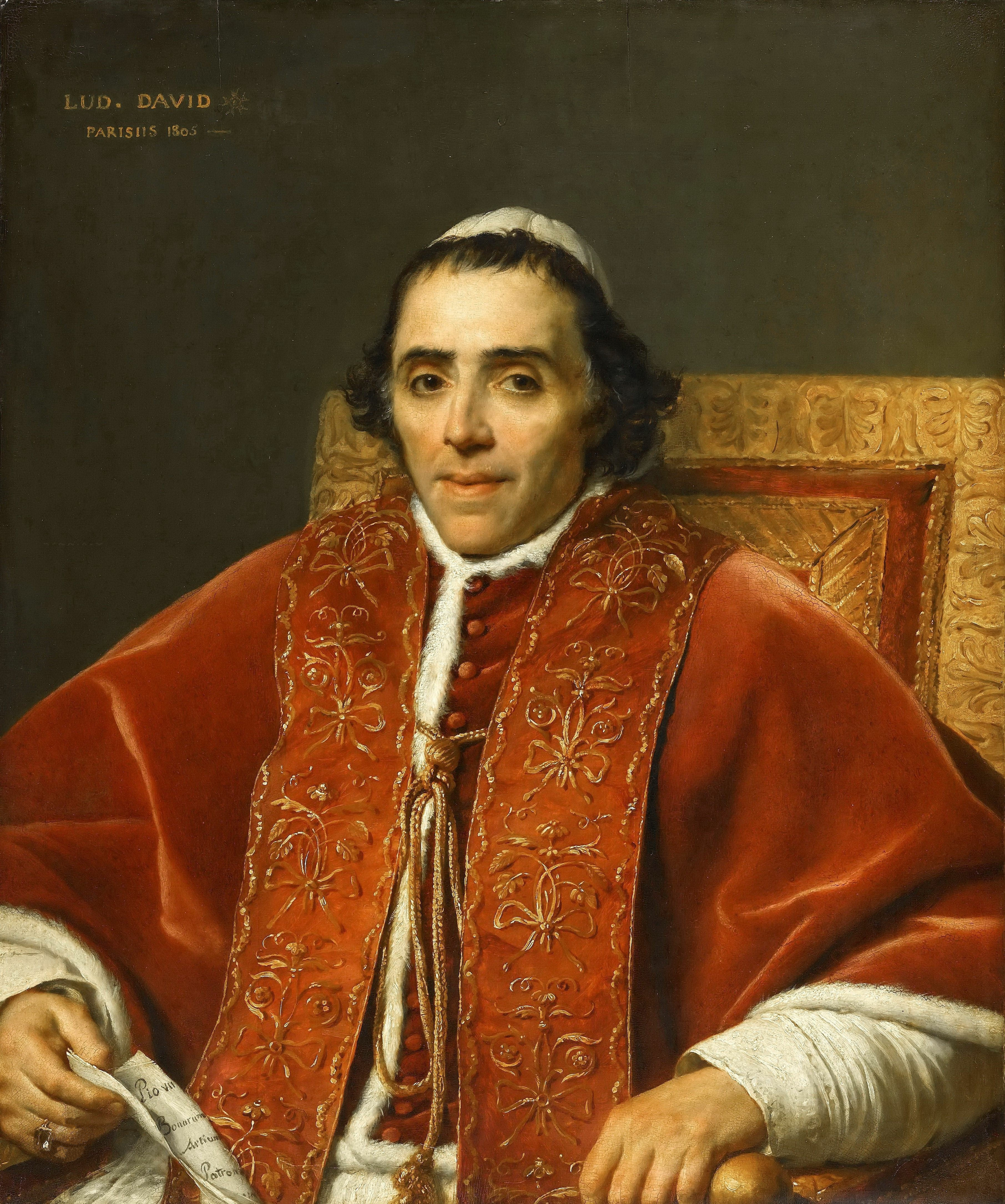
قام البابا بيوس السابع بحرمان خوسيه رودريغيز غاسبار دي فرنسا دكتاتور باراغواي الأول كنسيًا.

أطاحت باراغواي بالإدارة المحلية الإسبانية في 14 مايو من عام 1811، لم يمس أي إصلاح كبير الكنيسة نتيجة الاستقلال، الذي تم الحصول عليه في 14 مايو عام 1811، على الرغم من أن العلاقات بين الكنيسة والدولة أصبحت متوترة نسبيًا بسبب حق الرعاية الذي اتخذته الدولة الجديدة والذي أثر على انتخاب الأساقفة. وكان أول ديكتاتور باراغواي هو خوسيه رودريغيز غاسبار دي فرنسا الذي حكم باراغواي من عام 1814 حتى وفاته في عام 1840، مع القليل جدًا من الاتصال الخارجي أو النفوذ. أنشأ خوسيه رودريغيز غاسبار دي فرنسا قوانين جديدة قلصت إلى حد كبير من سلطات الكنيسة الكاثوليكية (كانت الكاثوليكية بعد ذلك دينًا راسخا للدولة)، حيث أعتبر دي فرنسا الكنيسة الرومانية الكاثوليكية الداعم الأساسي للحكم الإسباني من خلال دعم مذهب «حق الملوك الإلهي» وغرسه في الجماهير الأصلية. في عام 1824 حظر دي فرنسا جميع التنيظمات الدينية، وأغلقت الاكليريكية الوحيدة في البلاد، و«تعلمن» الرهبان والكهنة من خلال إجبارهم على القَسم بالولاء للدولة، وقام بإلغاء امتياز فويرو إكليسيستيكو الذي أعفى رجال الكنيسة من الملاحقة القضائية في المحاكم المدنية، ومصادرة ممتلكات الكنيسة، وأخضع تمويلها إلى سيطرة الدولة. وقد استفاد الشعب العام من قمع النخب التقليديَّة ومن توسيع الدولة. حيث قام دي فرنسا بأخذ أرض النخب والكنيسة وقام بإيجارها للفقراء. وتلقت حوالي 875 أسرة مساكن من أراضي المدرسة الكاثوليكية الثانوية السابقة. وقد ساعدت الغرامات والمصادرات المختلفة المفروضة على النخب على تخفيض الضرائب على الجميع. ونتيجة لذلك، فإن هجمات دي فرنسا على النخبة والكنيسة لم تثير مقاومة شعبية تذكر.
في عام 1815 أعلنت الكنيسة الرومانية الكاثوليكية في باراغواي استقلالها عن كل من بوينس آيرس وروما. واستولى دي فرنسا على الخصائص الكنسيَّة، وعين نفسه رئيسًا للكنيسة الباراغوية. قام البابا بيوس السابع بحرمانه كنسيًا من القيام بذلك؛ في منتصف يونيو من عام 1816، تم حظر جميع المواكب ليلاً بإستثناء موكب كوربوس كريستي. في عام 1819، تم إقناع الأسقف بنقل السلطة إلى النائب العام، وفي حين كان في 1820 تمت علمنة الرهبان. وفي 4 أغسطس من عام 1820، أجبر جميع رجال الدين على الولاء للدولة، وتم سحب حصاناتهم الدينية. تم تأميم الأديرة الأربعة في البلاد في عام 1824، وهدمت واحدة في وقت لاحق وأخرى أصبحت كنيسة الرعية. أما الباقيان فقد أصبحا مدفعية وثكنة، في حين أصبحت ثلاثة أديرة أيضًا ثكنات وألغى محاكم التفتيش. خلال حرب التحالف الثلاثي، حدثت أخطر أزمة بين الكنيسة والدولة نتيجة إعدام المطران مانويل أنطونيو بالاسيوس عام 1868. بعد حرب التحالف الثلاثي، دخلت باراغواي في تدهور اقتصادي، ويرجع ذلك في الغالب إلى نقص القوى العاملة من الذكور البالغين، الذين قُتل معظمهم أو شوهوا أثناء الحرب.

### العصور الحديثة

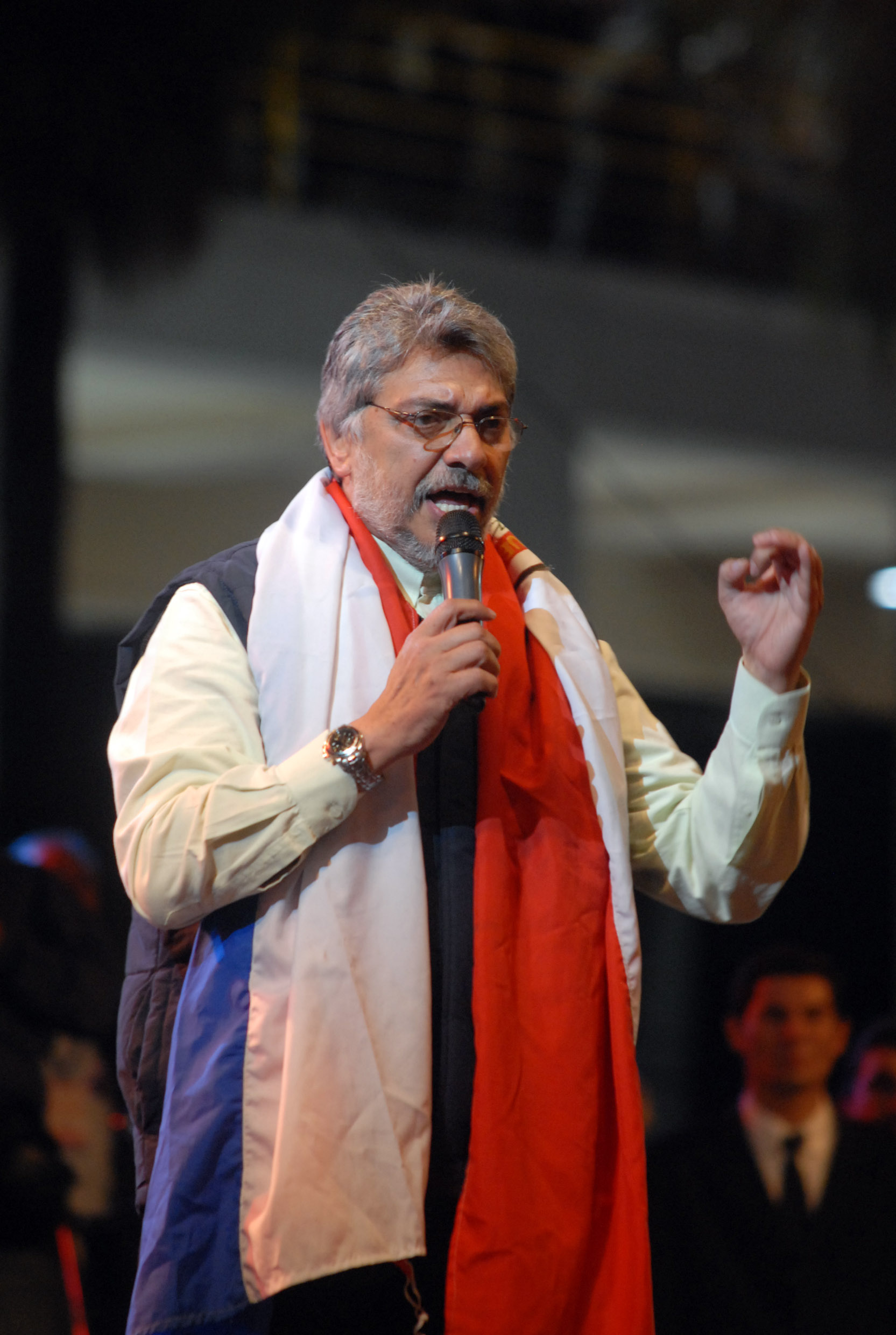
فرناندو لوغو؛ أسقف كاثوليكي سابق ترأس الباراغواي من عام 2008 إلى عام 2012.

في عام 1932 وجدت البلاد نفسها في حالة حرب مرة أخرى، وهذه المرة مع بوليفيا، التي فازت منها بعدة مساحات كبيرة من الأراضي في تشاكو بحلول عام 1935. أدت هذه المنطقة الخصبة، التي يُعتقد أنها تحتوي على احتياطيات النفط، إلى تحسن في التوقعات الاقتصادية لباراغواي. تولى خوسيه فيليكس استيغاريبيا منصب رئيس الباراغواي من عام 1939 حتى عام 1940. وقد واجه إستيغاريبيا انتقادات حادة من المثقفين الكاثوليك المحافظين وصحيفتهم إل تيمبو وكذلك الناشطين اليساريين من طلاب الجامعات. وبعد اندلاع مظاهرات مناهضة للحكومة في أسونسيون، قام الجيش بقمعهم واعتقل القادة الكاثوليك وفبريريستا. وأدى ذلك إلى سحب دعم كولورادو لإستيغاريبيا، وتمت محاولة انقلاب في 14 فبراير من عام 1940 والتي اندلعت في قاعدة كامبو غراندي العسكرية. وفي نفس اليوم اقترح إستيغاريبيا إنشاء ديكتاتورية مؤقتة. هذا الاقتراح أدى إلى انقسام قيادة الحزب الليبرالي، حيث أيد كثير هذه الفكرة، وفي 18 فبراير 1940 أسس ديكتاتورية مؤقتة، ورفض دستور 1870 ووعد بدستور جديد. خلال منتصف القرن العشرين، كانت الكنيسة لا تزال تحت حماية الدولة وكانت مدعومة بمساهمات المؤمنين. لم يتم الاعتراف بالطلاق المطلق؛ فقط الفصل المادي والمالي كان قانونيًا بموجب القانون في باراغواي. كانت السيدة العذراء أسونسيون الكاثوليكية، التي تأسست في عام 1960، أول جامعة خاصة معترف بها رسميًا من قبل حكومة باراغواي. بالإضافة إلى ذلك، كانت هناك مدارس ابتدائية وثانوية تديرها الكنيسة في جميع أنحاء الجمهورية. على الرغم من وجود هذه المدارس، لم يكن تأثير التعليم الكاثوليكي في البلاد كبيراً، واستمر هذا الاتجاه في العقود القليلة التالية حيث اصطدمت قوى الليبرالية ومناهضة رجال الدين مع التدهور الاقتصادي المتزايد في المنطقة وما نتج عن ذلك من الفقر والبطالة.
ومنذ استيلاء ألفريدو سترويسنر على السلطة من خلال انقلاب عسكري في عام 1954، انتقد الأساقفة الكاثوليك في باراغواي النظام وبانتقاد انتهاكات حقوق الإنسان والانتخابات المزورة والاقتصاد الإقطاعي في البلاد خلال فترة حكم سترويسنر. وأثار حكم ألفريدو سترويسنر غضبًا متزايدًا من قادة الكنيسة الكاثوليكية، الذين ألقوا باللوم على سوء إدارته في اقتصاد الأمة. وبسبب زيادة المبشرين الإنجيليين، نما النشاط البروتستانتي في المنطقة، وانتشر تأثيره في المناطق الريفية على وجه الخصوص. وكان انهيار ديكتاتورية الجنرال ألفريدو سترويسنر مرتبطًا، من بين أمور أخرى، بزيارة البابا يوحنا بولس الثاني إلى الدولة الواقعة في أمريكا الجنوبية في عام 1989. في عام 1989، قام انقلاب عسكري بقيادة الجنرال أندريس أبا بالإطاحة بنظام ألفريدو سترويسنر، جزئيًا للدفاع عن الكنيسة. في ظل الرئاسة المدنية لخوان كارلوس واسموسي، الذي تولى السلطة في انتخابات ديمقراطية في عام 1993، استمرت الأزمة الاقتصادية، مما أُجبر العاطلين عن العمل بالخروج في مسيرات احتجاجية بحلول منتصف العقد. وظلّ قادة الكنيسة صريحين في الساحة السياسية، لا سيما فيما يتعلق بقضايا الرفاهية الاجتماعية، وشجبوا الفساد الذي عم الحكومة. في عام 1997، بدأت الحكومة برنامجًا تدريبيًا، والذي كانت تديره الكنيسة الكاثوليكية، لتدريب جيش الأمة على «احترام كرامة الإنسان وثقافة السلام الاجتماعي والمصالحة».

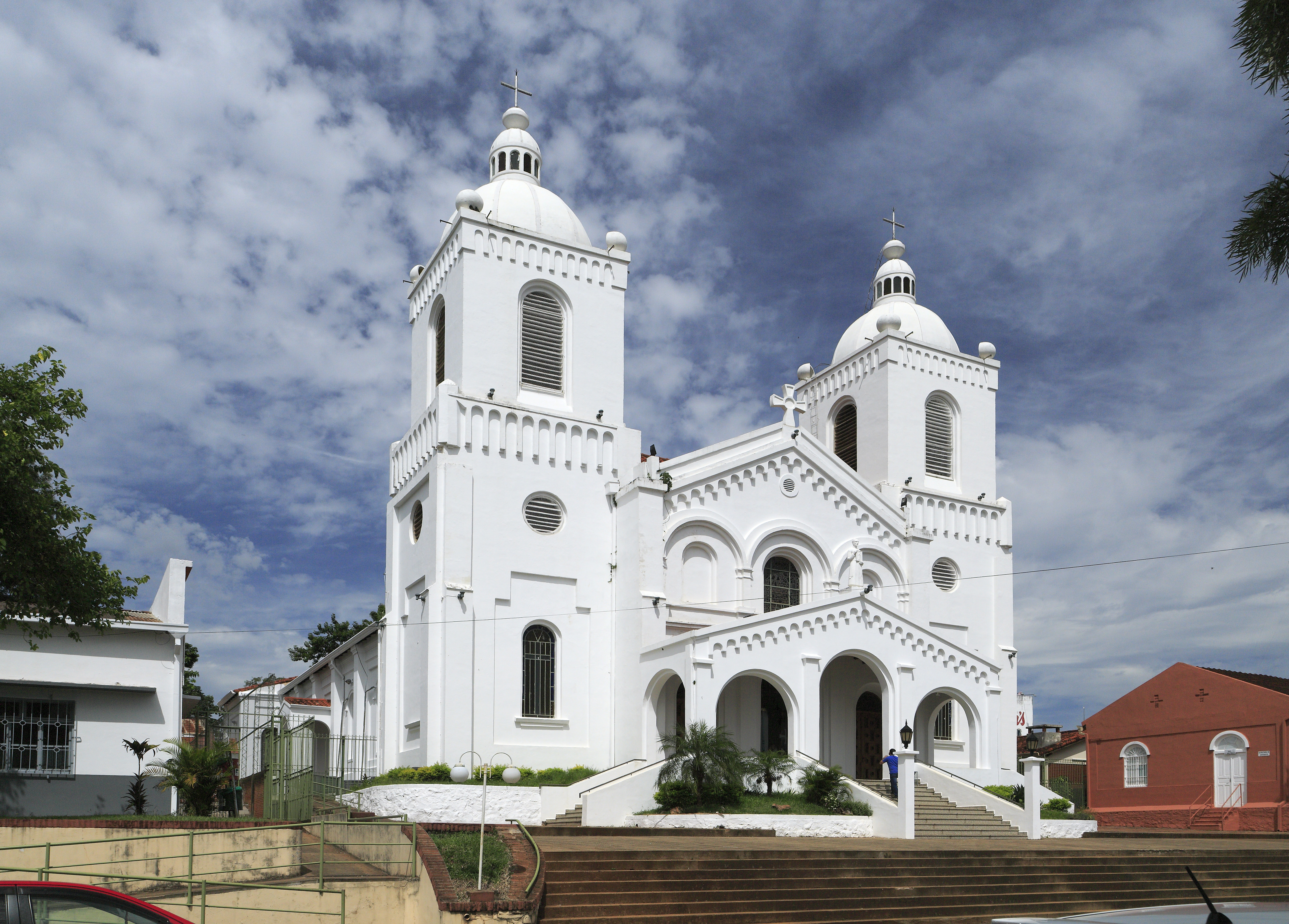
كاتدرائية انكارناسيون.

انتمى فرناندو لوغو وهو أسقف كاثوليكي سابق إلى تيار انشقّ من حزب «كولورادو» لأنه يعترض على دكتاتورية الرئيس ألفريدو سترويسنر. عام 1960، اعتقل ثلاثة من أشقائه وتم تعذيبهم قبل أن يطردوا من البلد. ولم يرَهُم فرناندو ثانية إلا بعد مرور ثلاثة وعشرين سنة. ودخل فرناندو إلى كلية اللاهوت بعمر 19 سنة ورسم كاهناً عام 1977. سافر كمبشر إلى الإكوادور حيث مكت خمس سنوات وتعرّف إلى «لاهوت التحرير» أو «الخيار الأفضلي لمصلحة الفقراء»، وهو اسم آخر لهذه العقيدة المسيحية التي نمت في أميركا اللاتينية أمام تحديات البؤس والظلم. جرى الاجتماع التأسيسي لهذه العقيدة الكاثوليكية التقدمية عام 1978 في بويبلا الإكوادورية. وبعد أقل من سنة على عودته إلى الباراغواي، طرد فرناندو منها بعدما طافت من خطبه الدينية «لهجة معادية لستروسنير»، وأرسلته الكنيسة إلى روما. بقي في الفاتيكان خمس سنوات وعاد إلى العاصمة أسونسيون، حيث عمل مستشاراً لمجمع الأساقفة. عام 1994، عيّن أسقفاً على مقاطعة سان بيدرو، أفقر مقاطعة في الباراغواي ومركز أكثرية الصراعات على الأرض. خلال عقد من الزمن، ساهم في تنظيم الفقراء وتوعيتهم، ووصل تدريجاً إلى قناعة مؤلمة عن «محدودية العمل الكنسي والرعوي في إنتاج تغييرات بنيوية اقتصادية واجتماعية». في نهاية. ويوم عيد الميلاد سنة 2006، استقال فرناندو لوغو من المطرانية وقرر دخول المعترك السياسي، «الوسيلة الأنجع للتغيير»، لأن الدستور يمنع رجال الدين من تبوء مراكز انتخابية. وترأس الباراغواي في 15 أغسطس 2008 إلى 2012. حيث أقاله البرلمان بعد على خلفية مواجهات أدت إلى مقتل 11 قرويًا وستة من رجال الشرطة.

## المذاهب المسيحية

### الكاثوليكية

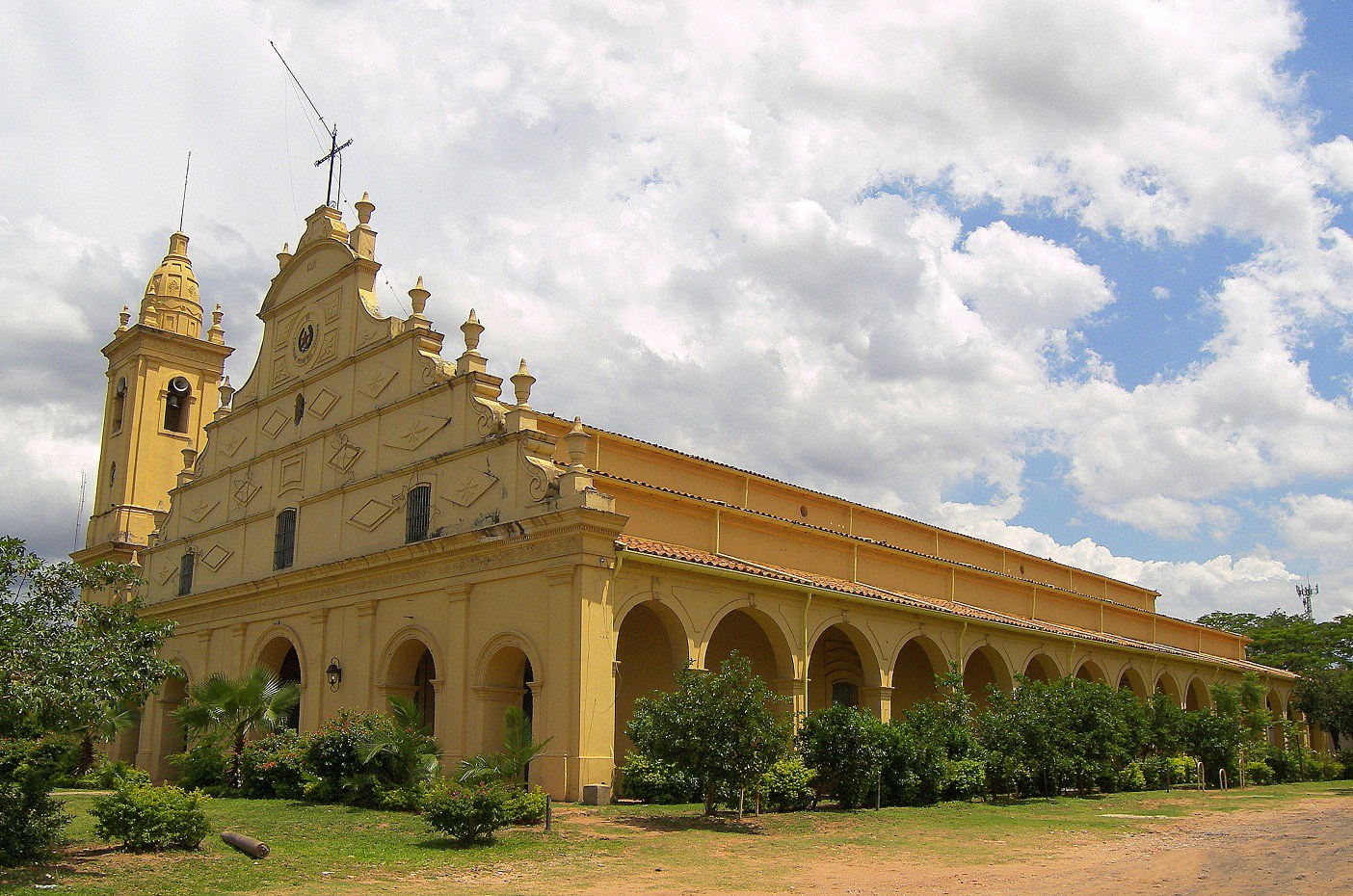
كاتدرائية دي لا سانتيسما ترينيداد أسونسيون.

منذ فترة طويلة والكاثوليكية هي الدين الأكثر انتشارا في باراغواي، وأنشأت أسقفية أسونسيون في عام 1547. وقد وجدت دراسة قامت بها مركز بيو للأبحاث عام 2014 حول الديانة في أمريكا اللاتينية أن حوالي 89% سكان باراغواي من الكاثوليك؛ وهي واحدة من أكثر البلدان الكاثوليكيّة في أميركا اللاتينية.
غالبيَّة المسؤولين الحكوميين في البلاد هم من الكاثوليك وتعتبر عدد من المهرجانات الكاثوليكية من أيام العطل الرسميَّة في البلاد ومنها خميس العهد، والجمعة العظيمة، وعيد انتقال العذراء في 15 أغسطس، وعيد الحبل بلا دنس وعيد الميلاد. يحج العديد من المواطنين في البارغواي بمناسبة عيد الحبل بلا دنس إلى موقع الحج في مدينة كباشي. وتحتوي الكنيسة البلدة على تمثال صغير لسيدة المعجزات. وزار البابا يوحنا بولس الثاني الموقع في عام 1987. وتملك الكنيسة «جامعة يونيفرسيداد كاتوليكا» وهي مركزها الثقافي والفكري في البلاد.

### البروتستانتية
تأتي البروتستانتية في مرتبة ثاني أكبر الطوائف الدينيَّة في باراغواي، وكما هو الحال في أمريكا الشمالية يتشكل البروتستانت من مجموعة واسعة من المذاهب، وقد وجدت دراسة قامت بها مركز بيو للأبحاث عام 2014 حول الديانة في أمريكا اللاتينية أن حوالي 7% سكان البلاد من البروتستانت؛ ويشكل الخمسينيين حوالي 49% من مجمل المذاهب البروتستانتية. الغالبية العظمى من أتباع الكنيسة اللوثرية والمينوناتية هم من المهاجرون الحديثون ذوي الأصول أوروبيَّة وذريتهم، في حين أنَّ أتباع الكنائس الإنجيلية والخمسينية التي انتشرت في العقود الأخيرة هم في الغالب في السكان المستيزو. أسس أتباع جماعة برودرهوف البروتستانتيَّة قاعدة في باراغواي في عام 1941، هربًا من الاضطهاد النازي. وغادرت الجماعة البلاد لأمريكا الشمالية في عام 1966، لتعود للبلاد في عام 2010.
في عام 2000 ضمت باراغواي حوالي تسعة وعشرين ألف شخص من المينونايت، وتعود أصولهم إلى مجموعة عرقية أصول ألمانية هولندية استقرَّت في الإمبراطورية الروسية منذ 1789، حيث حافظت لفترة طويلة تقريبًا على ثقافتها الخاصة واللغة المينوناتية الألمانية السفلى واللغة الهولندية البنسلفانية. وفي عقد 1930 هاجر المينونايت من الاتحاد السوفيتي وأمريكا الشمالية.

### كنيسة يسوع المسيح لقديسي الأيام الأخيرة
يتبع كنيسة يسوع المسيح لقديسي الأيام الأخيرة أكثر من 70,000 عضو في باراغواي، وهم موزعين على 147 أبرشية.

## الإلترام الديني

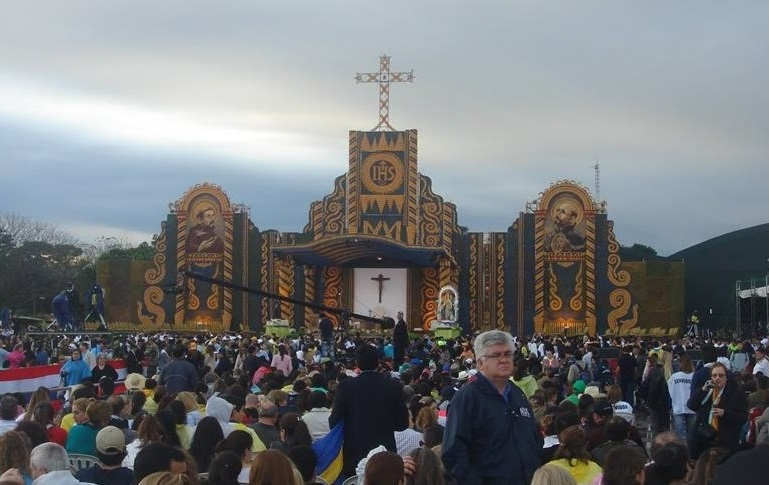
حشود خلال قداس البابا فرنسيس في أسونسيون.

وجدت دراسة قامت بها مركز بيو للأبحاث عام 2014 أنَّ حوالي 55% من مسيحيي باراغواي يعتبرون للدين أهميَّة في حياتهم، ويؤمن 99% من الكاثوليك والبروتستانت بالله، ويؤمن 70% من الكاثوليك وحوالي 88% من البروتستانت بحرفيَّة الكتاب المقدس. وقد وجدت دراسة قامت بها مركز بيو للأبحاث عام 2014 أنَّ حوالي 32% من المسيحيين يُداومون على حضور القداس على الأقل مرة في الأسبوع. في حين أنَّ 82% من المسيحيين يُداومون على الصلاة يوميًا.
على المستوى المذهبي وجدت الدراسة أنَّ البروتستانت هي المجموعات الدينية التي تملك أعلى معدلات حضور وانتظام للطقوس الدينية مع وجود أغلبية من الملتزمين دينيًا. عمومًا يعتبر البروتستانت الإنجيليين أكثر تدينًا من الكاثوليك؛ وقد وجدت دراسة قامت بها مركز بيو للأبحاث عام 2014 أنَّ حوالي 91% من البروتستانت يُداوم على الصلاة يوميًا بالمقارنة مع 82% من الكاثوليك. ويقرأ حوالي 58% من البروتستانت الكتاب المقدس أسبوعيًا على الأقل بالمقارنة مع 21% من الكاثوليك. ويُداوم 66% من البروتستانت على حضور القداس على الأقل مرة في الأسبوع بالمقارنة مع 29% من الكاثوليك. ويصُوم 60% من البروتستانت خلال فترات الصوم بالمقارنة مع 44% من الكاثوليك. ويُقدم حوالي 61% من البروتستانت الصدقة أو العُشور، بالمقارنة مع 23% من الكاثوليك. وقال حوالي 26% من البروتستانت أنهم يشتركون في قيادة مجلس الكنيسة أو مجموعات صلاة صغيرة أو التدريس في مدارس الأحد، بالمقارنة مع 7% من الكاثوليك.

### القضايا الإجتماعية والأخلاقية
عمومًا يعتبر البروتستانت أكثر محافظة اجتماعيًة بالمقارنة مع الكاثوليك؛ يعتبر حوالي 96% من البروتستانت الإجهاض عمل غير أخلاقي بالمقارنة مع 96% من الكاثوليك، ويعتبر حوالي 88% من البروتستانت المثلية الجنسية ممارسة غير اخلاقية وخطيئة بالمقارنة مع 82% من الكاثوليك، حوالي 73% من البروتستانت يعتبر شرب الكحول عمل غير أخلاقي بالمقارنة مع 57% من الكاثوليك، ويعتبر حوالي 60% من البروتستانت العلاقات الجنسية خارج إطار الزواج ممارسة غير أخلاقية بالمقارنة مع 47% من الكاثوليك، ويعتبر حوالي 51% من البروتستانت الطلاق عمل غير أخلاقي بالمقارنة مع 27% من الكاثوليك.